# Вебер, Аня
Аня Вебер (нем. Anja Weber; род. 29 июня 2001, Ветцикон) — швейцарская лыжница, бронзовый призёр чемпионата мира 2025 года в командном спринте. Участница зимних Олимпийских игр 2022 года.

## Биография
Аня Вебер родилась 29 июня 2001 года в Ветциконе.
В 2016 году начала свою профессиональную карьеру в лыжном спорте. Через два года была включена в состав сборной Швейцарии и выступила на юниорском чемпионате мира, где стала 9-й в эстафете и 42-й в гонке на 5 километров.
В 2019 году приняла участие в Европейском юношеском олимпийском фестивале. Вебер выиграла две золотые медали в гонках на 5 и 7,5 километров.
На чемпионате мира среди юниоров 2020 года Вебер в составе швейцарской четвёрки выиграла золото в эстафете.
В 2022 году Вебер участвовала в Олимпийских играх в Пекине. Швейцарка стала 49-й в спринте и 55-й в гонке на 10 километров. Через две недели после Олимпиады завоевала золото юниорского чемпионата мира в гонке на 10 километров.
В феврале 2023 года Вебер впервые выступила на взрослом чемпионате мира и в составе национальной сборной заняла пятое место в командном спринте.
В декабре 2024 года впервые оказалась на подиуме этапа Кубка мира. В Давосе заняла третье место в командном спринте.
На чемпионате мира 2025 года в Тронхейме в командной спринтерской гонке вместе с Надин Фендрих завоевала бронзовую медаль.

## Результаты на крупнейших соревнованиях

### Олимпийские игры
| Олимпийские игры | Спринт | Командный спринт | 10 км раздельный старт | 7,5+7,5 км | 30 км масс-старт | Эстафета |
| ---------------- | ------ | ---------------- | ---------------------- | ---------- | ---------------- | -------- |
| 2022 Пекин       | 49     | —                | 55                     | —          | —                | —        |

### Чемпионаты мира по лыжным видам спорта
| Чемпионат мира | Спринт | Командный спринт | 10 км раздельный старт | 7,5+7,5 км | 30 км масс-старт | Эстафета |
| -------------- | ------ | ---------------- | ---------------------- | ---------- | ---------------- | -------- |
| 2023 Планица   | —      | 5                | 35                     | —          | 31               | 7        |
| 2025 Тронхейм  | —      | 3                | —                      | —          | —                | —        |